# Parafia św. Stanisława BM w Wierszynie
Parafia św. Stanisława Biskupa i Męczennika w Wierszynie – rzymskokatolicka parafia znajdująca się w diecezji irkuckiej, w dekanacie irkuckim, w Rosji. Jest to etnicznie polska parafia. Msze święte sprawowane są w języku polskim. Rzymski katolicyzm, co rzadkie w Rosji, jest dominującym wyznaniem w Wierszynie.

## Historia
Kościół pw. św. Stanisława BM w Wierszynie został zbudowany w 1915 przez polskich emigrantów, którzy osiedlili się w tej wsi w 1910. Działał do 1928 lub 1929, gdy komunistyczne władze postanowiły go rozebrać. Odstąpiono jednak od tego zamiaru w wyniku protestów mieszkańców. Bolszewicy jednak kościół zamknęli, a jego wnętrze zdewastowali. Wiara przetrwała kultywowana potajemnie w rodzinach.
Parafia odrodziła się po upadku komunizmu w Rosji. W 1990 odprawiono pierwszą mszę świętą w miejscowej szkole. Po zwrocie i remoncie kościół został oddany do użytku 12 grudnia 1992.